# Burro (Shrek)
Burro (em inglês Donkey) (22 de abril de 2001) é um personagem fictício da série de livros e filmes Shrek. Sua voz é feita por Eddie Murphy nos Estados Unidos, Mário Jorge Andrade no Brasil e Rui Paulo em Portugal.

## Personalidade
O que o Burro mais gosta de fazer é cantar e conversar — normalmente incomodando qualquer um com sua tagarelice, pois não pára de falar. Tem uns enormes dentes. Mas apesar disso, ele tem um bom coração e é muito leal ao seus amigos e ama a esposa e os filhos.
Também adora doces. Dentre eles parfaits, bolos, waffles, suflê de coco com calda de manga e torta holandesa com canela. Sua paixão pelos doces se estende aos nomes de seus filhotes: os machos se chamam Jabuticaba, Paçoca e Amendoim; as duas fêmeas são Coco e Bananinha.
Sofre com muitos problemas: acrofobia, daltonismo, hipocondria, covardia, hematofobia, propensão a ter um ataque de pânico numa situação de emergência, extrema impaciência, ingenuidade.
Assim como todo Burro, ele tem muita força nas pernas, que são freqüentemente usadas em cenas de luta.

## Participação

### Shrek
O Burro sofria com uma vida de abusos. Era constantemente ridicularizado pelas pessoas, até que, literalmente, correu para o ogro Shrek. O monstro o defende de um grupo de guardas armados. Ele expressa sua profunda gratidão e toma gosto por Shrek imediatamente e passa a segui-lo entusiasmado.
No resgate da princesa Fiona, que estava adormecida num castelo, sendo guardada por um dragão. Foi aí que o Burro conheceu sua futura companheira, "Dragão" - um dragão fêmea que ficou loucamente apaixonado por ele imediatamente após o encontro dos dois e após a enorme confusão que causou no castelo.
Também ajuda no romance de Shrek e Fiona. Sua contribuição acaba se transformando em confusa e incerta a paixão, mas, no fim, os dois terminam juntos.

### Shrek 2
As dificuldades no relacionamento com Dragão e um senso de aventura fizeram com que Burro acompanhasse Shrek e Fiona no regresso ao reino "Tão Tão Distante". É também nesta edição da série que ele disputa a atenção do ogro com o Gato de Botas.
Quando Shrek rouba a poção da "Felicidade para sempre" da Fada madrinha, o Burro é o primeiro a testá-la para mostrar sua devoção ao monstro. Em seguida o animal roto se torna um garanhão, ele passa até o fim do filme com esta aparência. Com isso ajuda Shrek a derrubar os planos da Fada madrinha.
Numa cena após os créditos do filme, chega Dragão, subitamente, em "Tão Tão Distante" e os dois têm um feliz encontro. Dragão também tem uma grande surpresa para o Burro . Eles tiveram juntos seis filhotes, os "Dronkeys" - metade Burro , metade dragão.

### Shrek Terceiro
Nesta edição Burro curte sua paternidade, mas ainda é o primeiro e melhor amigo de Shrek. Quando "Tão Tão Distante" estava precisando de um rei, ele se aventurou com o ogro na busca de um primo de Fiona - Artur Pendragon, conhecido simplesmente como "Artie" onde mora.
No transporte mágico de volta a "Tão Tão Distante", o Burro e o Gato de Botas, acidentalmente, trocam de corpo entre si.

### Shrek para Sempre
No último filme da franquia, Burro e o Gato de Botas ajudam Shrek a desfazer o contrato de Rumpelstiltskin, e recuperar o amor da princesa Fiona.

### Rei da Selva
Aparece no episódio "Burro", no qual é conhecido como uma grande estrela por todos os animais. É a primeira aparição do Burro em uma série de TV da Dreamworks.

## Criação

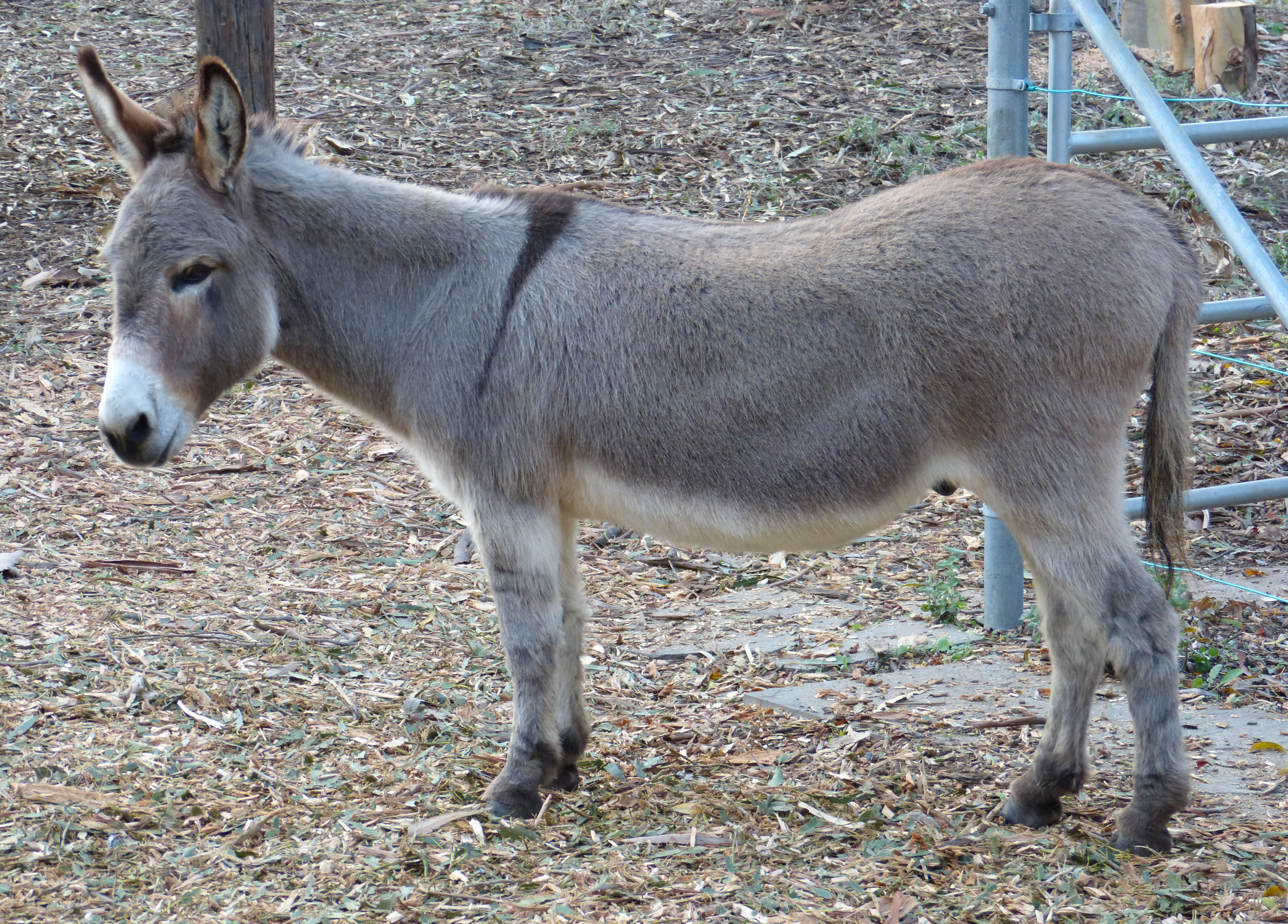
Perry, um burro em miniatura em Palo Alto, Califórnia, foi usado como modelo para o Burro do Shrek.

## Dublagem
| Dublagem Original | Dublagem no Brasil     | Dublagem em Portugal |
| ----------------- | ---------------------- | -------------------- |
| Eddie Murphy      | Mário Jorge de Andrade | Rui Paulo            |

## Recepção
Empire listou-o como número 21 em suas "50 Melhores Personagens de Filmes Animados".